# Katedra w Akwizgranie

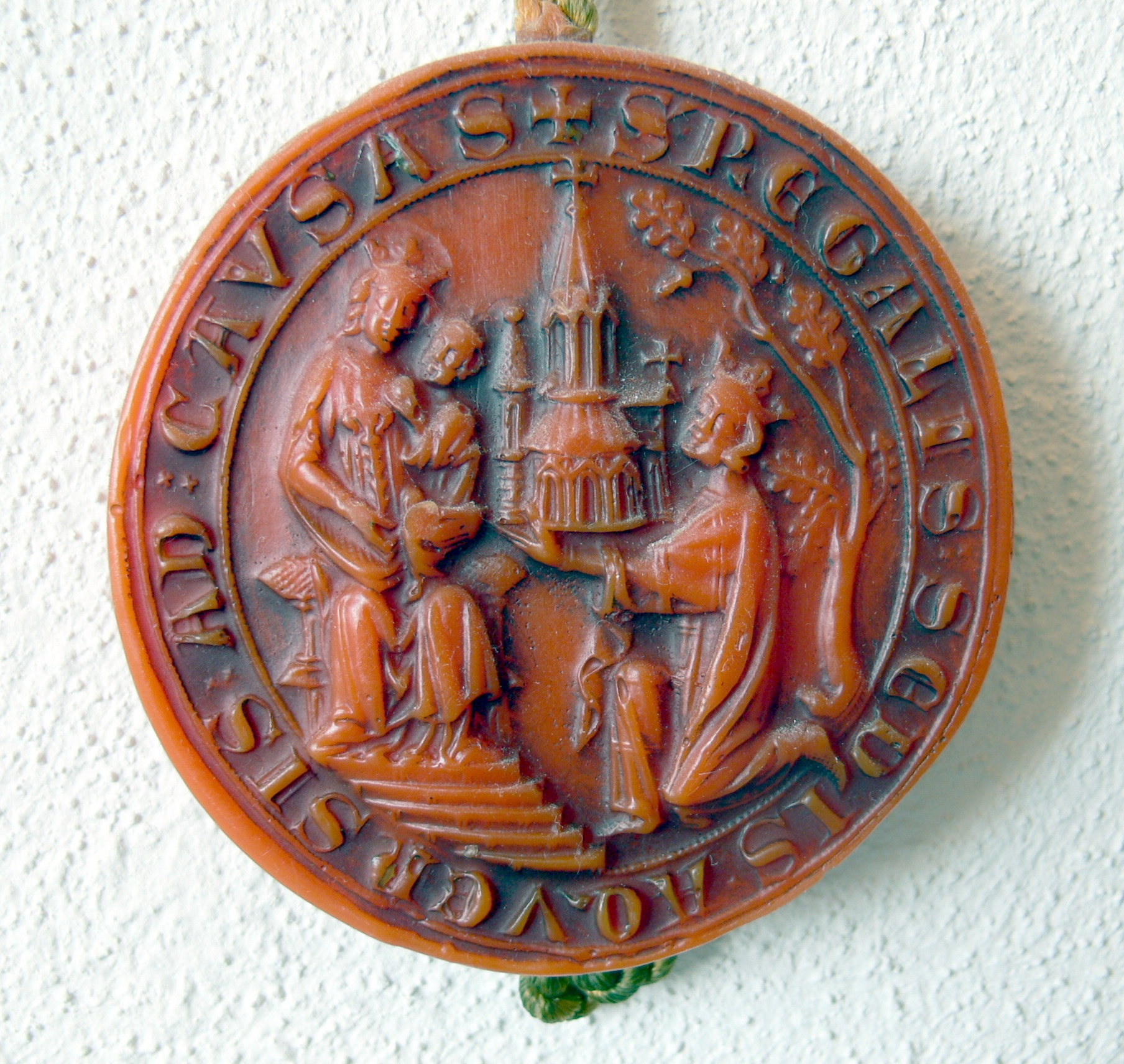
Pieczęć z 1327 r. przedstawiająca Karola Wielkiego wręczającego Marii i Jezusowi model kaplicy pałacowej

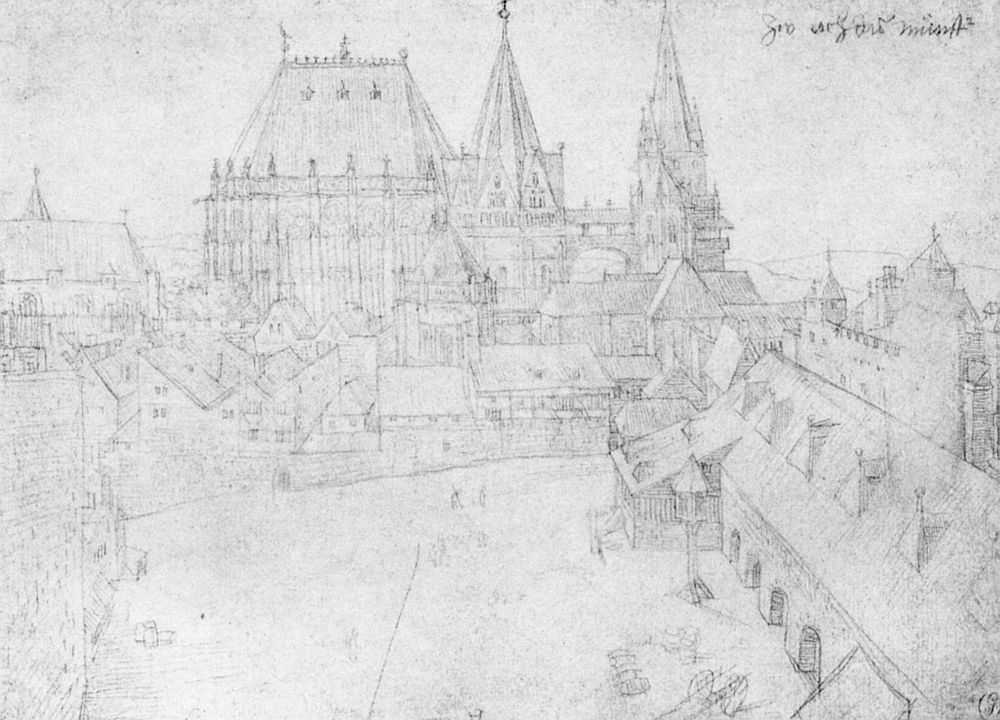
Katedra w Akwizgranie na rysunku A. Dürera

Katedra w Akwizgranie (niem. Aachener Münster lub Kaiserdom) – kościół katedralny pod wezwaniem św. Marii w Akwizgranie w zachodnich Niemczech. Katedra składa się z trzech części, z których najstarszą jest dawna kaplica pałacowa Karola Wielkiego (Pfalzkapelle) – jeden z nielicznych zachowanych zabytków sztuki karolińskiej. W dobie wczesnego romanizmu dobudowano westwerk. W XIV w. rozpoczęto budowę (ukończoną w następnym stuleciu) gotyckiego prezbiterium, które jest miejscem spoczynku Karola Wielkiego. Prezbiterium pełni funkcję sanktuarium mieszczącego cztery najwyższej wagi relikwie Marii, Jezusa oraz Jana Chrzciciela, które pochowane są w późnoromańskim relikwiarzu Marii. Świątynia była jednym z najważniejszych ośrodków pielgrzymkowych w Europie, a dawna tradycja wystawiania co siedem lat relikwii jest kontynuowana w niej do dziś.
Katedra przez 600 lat (936–1531) była miejscem koronacji 30 władców Świętego Cesarstwa Rzymskiego. W roku 1930 świątynia przemianowana została na katedrę.
W 1978 katedra w Akwizgranie została wpisana na listę dziedzictwa kulturowego UNESCO jako pierwszy obiekt na terenie Niemiec i jeden z trzech pierwszych w Europie.

## Budowa
Budowa katedry rozpoczęta została w latach 90. VIII wieku. Pierwszym budowniczym katedry był Odo z Metzu, ale jej obecny wygląd to efekt prac architektonicznych przeprowadzonych na przestrzeni ponad 1000 lat. Bezpośrednią inspiracją i wzorem dla architektów w Akwizgranie był, powstały w VI wieku, kościół San Vitale w Rawennie. Karol Wielki marzył o budowli przewyższającej swą doskonałością wszystkie dotychczasowe konstrukcje, dlatego też budowniczych do prac przy świątyni sprowadzono z zagranicy. Do budowy kaplicy użyto materiałów z pobliskich budowli rzymskich w Kolonii (najprawdopodobniej z St. Gereon lub też Praetoriumspalast).
Kaplica zbudowana jest na planie ośmiokąta, który w starożytności uznawany był za formę doskonałą, znajdującą się pomiędzy kołem a kwadratem. Koło pozbawione początku i końca symbolizowało nieskończoność nieba. Kwadrat, natomiast, symbolizował ograniczoną formę Ziemi, a jego cztery kąty wyznaczały kierunki niebieskie. Wymiary kaplicy odzwierciedlają biblijne rozmiary niebiańskiego Jeruzalem: długość, szerokość i wysokość są sobie równe. Kaplica mająca 30,9 m wysokości była w momencie powstania największym budynkiem z kopułą na północ od Alp. Konsekracja świątyni odbyła się prawdopodobnie ok. 801 roku. Według pewnego listu Hadriana IV z 1157 roku, rzekomo papież Leon III osobiście ją przeprowadził. Zajście tej historycznie wątpliwej okoliczności datują Annales Iuvavenses maiores wówczas na święto Objawienia Pańskiego roku 805.
Katedra była sukcesywnie rozbudowywana, tak by sprostać ogromnemu napływowi pielgrzymów przybywających do Akwizgranu, którzy oddawali cześć tzw. Wielkim Relikwiom Akwizgrańskim oraz Karolowi Wielkiemu, kanonizowanemu przez antypapieża w 1165 roku. W latach 1355–1414 wzniesiono gotyckie prezbiterium, wzorowane na Sainte-Chapelle w Paryżu.

## Historia najnowsza
Pod koniec drugiej wojny światowej, katedra, tak jak większość centrum miasta w Akwizgranie, była celem bombardowań lotnictwa brytyjskiego. W czasie nalotów najbardziej zniszczone zostało gotyckie prezbiterium oraz witraże, które po wojnie zostały zrekonstruowane przez Antona Wendlinga. Abstrakcyjne wzory zrekonstruowanych witraży bocznych nawiązują do zstąpienia światła z nieba, symbolicznej siedziby Boga, na ziemię.

## Architektura i wystrój wnętrza katedry
Monumentalny westwerk wraz z kaplicą pałacową stanowią rdzeń całej katedry i są kluczowym dziełem architektury doby Karolingów.

## Masyw zachodni
Wielokrotnie rozbudowany masyw zachodni składa się z centralnej kwadratowej wieży, którą flankują dwie mniejsze wieżyczki schodowe. Z czasów karolińskich zachowała się architektura wnętrza wraz z niszami i schodami. W XVII wieku dobudowano kruchtę, a w latach 1879–1884 główna wieża została znacznie podwyższona i otrzymała neogotycką formę.

### Wilcze Wrota
Do najcenniejszych dzieł związanych z zachodnią częścią świątyni należą odlane w miejscowej odlewni około roku 800 brązowe, ważące ponad cztery tony, drzwi, zwane także Wilczymi Wrotami. Jest to pierwsze od upadku imperium rzymskiego dzieło tego typu. Zgodnie z tendencjami renesansu karolińskiego, dekoracja drzwi nawiązuje do form antycznych. Połacie podwoi zostały podzielone na cztery kwatery o gładkiej powierzchni obramowanej bordiurą ze zwielokrotnionym motywem palmety i kimationu jońskiego. Dwie koliste, wypukłe antaby mają formę stylizowanej głowy lwa.
Wewnątrz, w przyziemiu masywu zachodniego, umieszczono wtórnie datowany na II wiek brązowy posąg wilczycy oraz wielką szyszkę sosny pochodzącą z dawnej fontanny.

### Posąg wilczycy
Późnorzymski, datowany na II wiek po Chrystusie brązowy posąg wilczycy został sprowadzony z Rzymu za sprawą Karola Wielkiego, który kazał go umieścić na dziedzińcu dawnego palatium. Jest to nawiązanie do rzymskiego wzoru, którym była wilczyca kapitolińska.

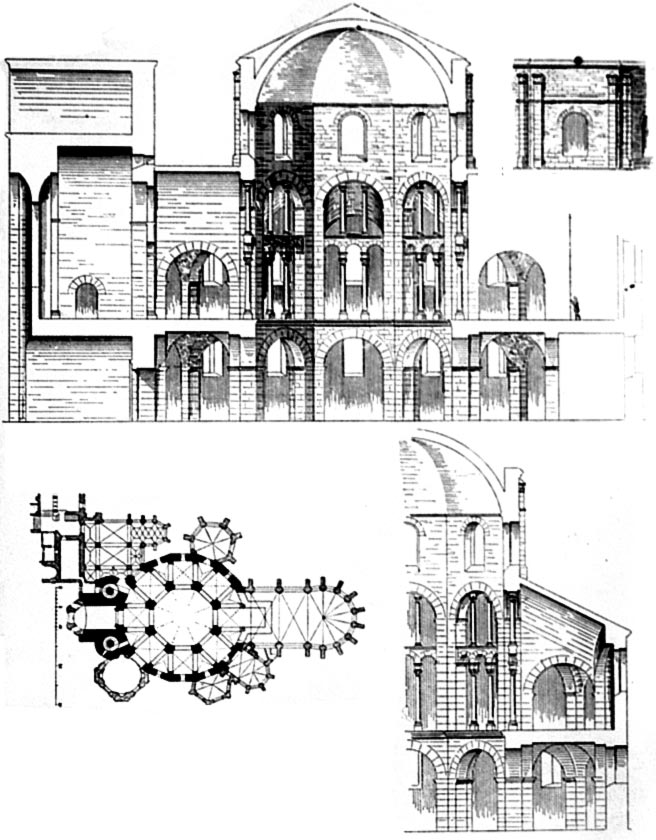
Przekrój karolińskiej katedry
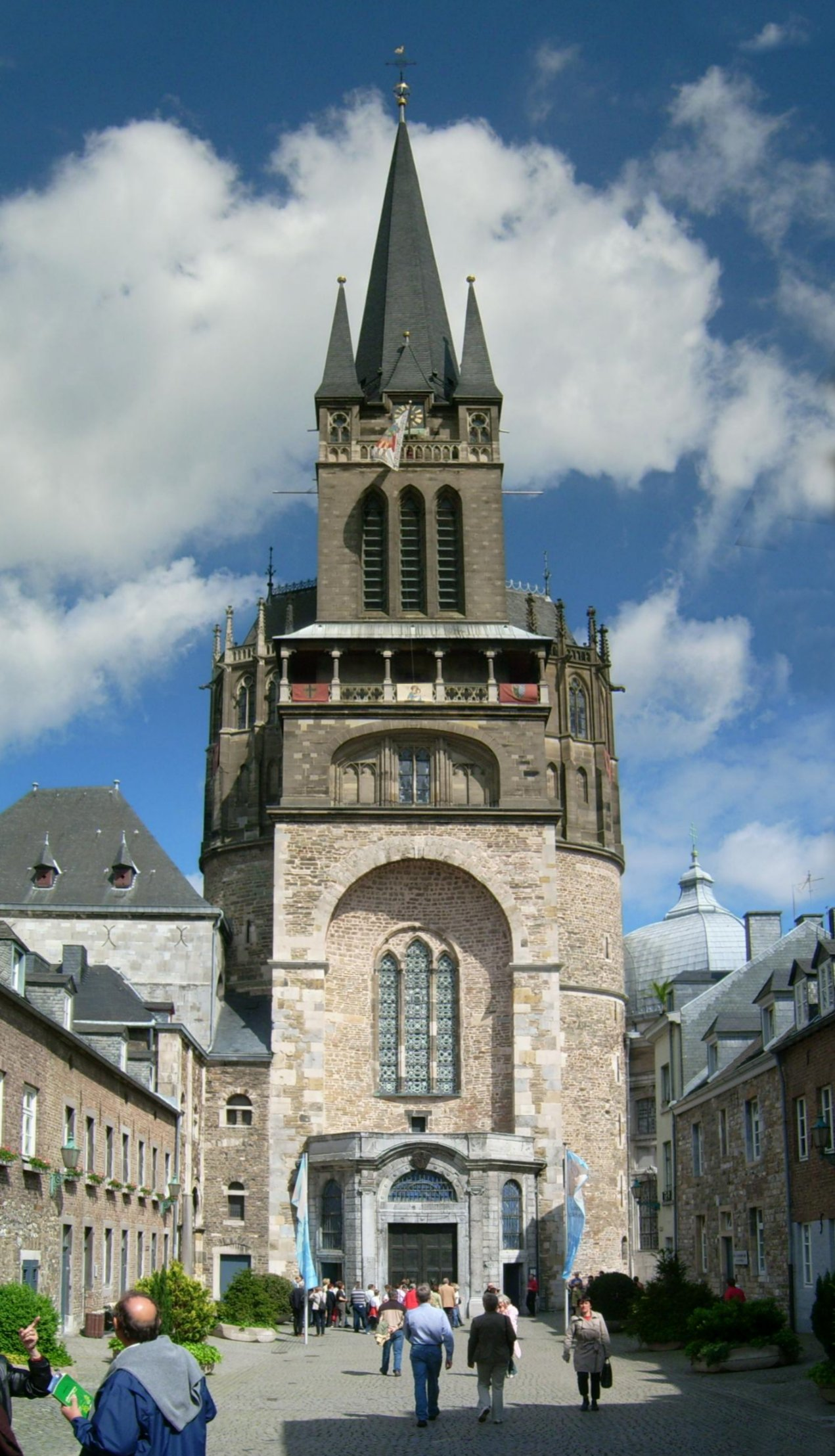
Widok na westwerk od strony zachodniej
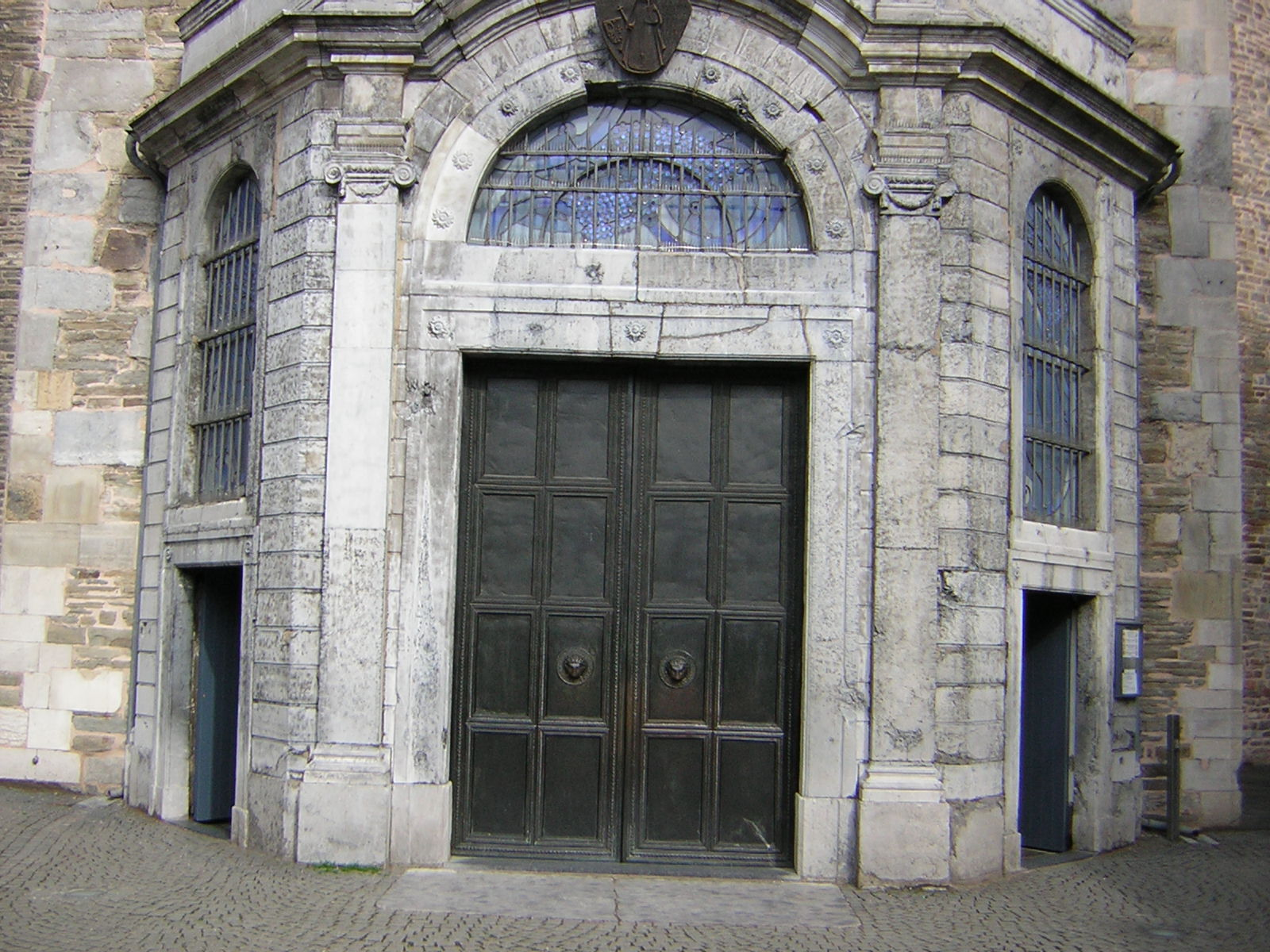
Przedsionek z kopią Wilczych Wrót
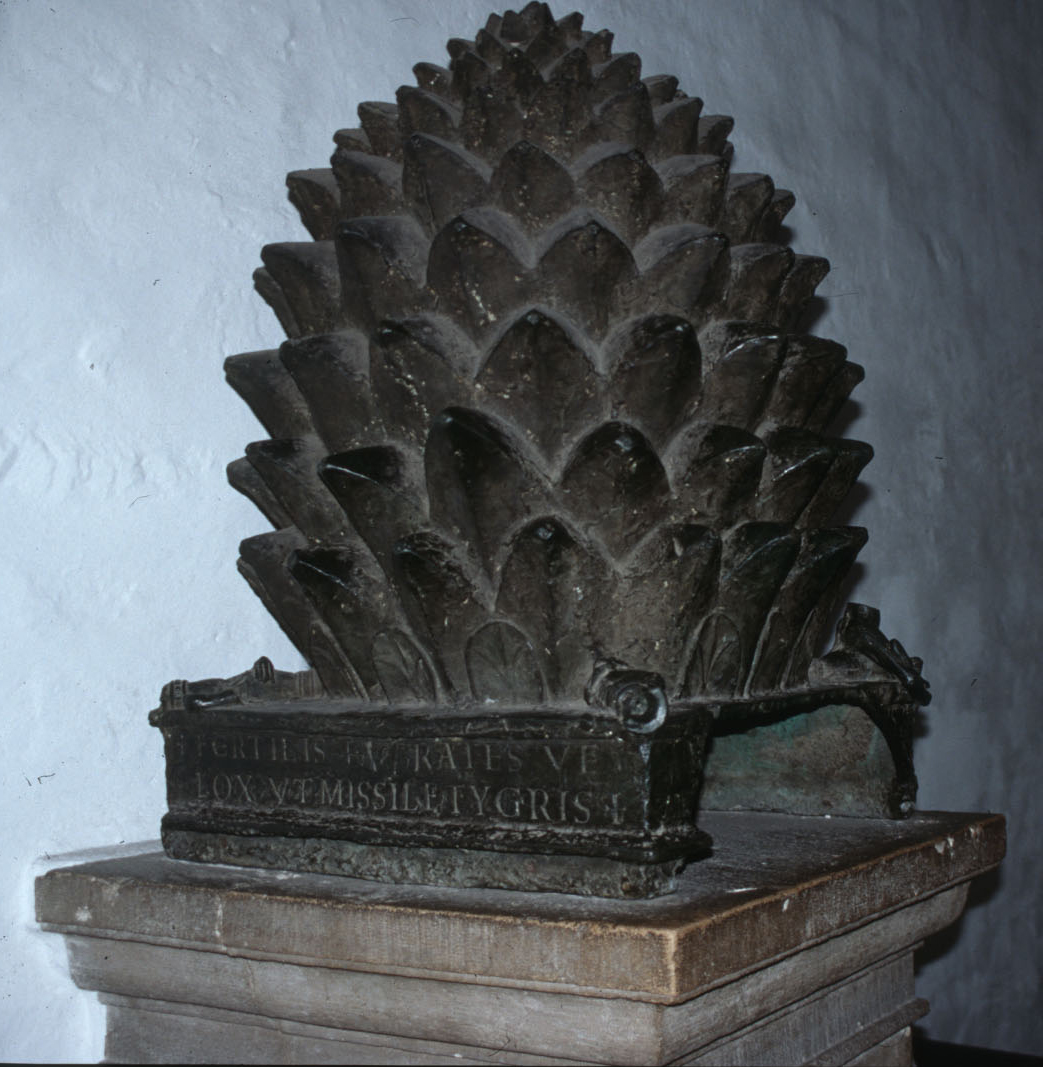
Szyszka sosny z dawnej fontanny, ok. 1000 r.

## Kaplica pałacowa
Wzniesiona przez Odona z Metzu w latach 792-800 kaplica pałacowa stanowiła integralną część założenia pałacowego Karola Wielkiego (palatium). Jest to dwukondygnacyjna budowla centralna, na rzucie oktagonalnym z 16-bocznym obejściem. Nakryta jest masywną kopułą na ośmiokątnym tamburze z otworami okiennym wspartymi na masywnych filarach, które oddzielają centralną część od obejścia i są wzniesione powyżej empor. Empory i obejście są nakryte sklepieniem krzyżowym. Ściany części centralnej są artykułowane półkolistymi arkadami, przy czym każda arkada empor jest podzielona na dwie strefy, niższą podzieloną na trzy mniejsze arkady i wyższą, również o trójdzielnym układzie, ale podział tworzą wyłącznie kolumny. Oryginalne kolumny marmurowe zostały sprowadzone na życzenie Karola Wielkiego z Włoch, z Rzymu i Rawenny. Nieliczne zachowały się na swoim miejscu. Większość została zagrabiona podczas francuskiej okupacji Nadrenii i wysłana do Paryża. Część z nich powróciła do Akwizgranu w 1815 roku i została ponownie umieszczona we wnętrzu katedry w 1840 roku. Przy tej okazji postawiono też wiele nowych kolumn, używając między innymi granitu assuańskiego.
Wystrój kaplicy tworzą cenne dzieła sztuki z czasów karolińskich i ottońskich i mają na celu obrazowanie rangi miejsca. Od koronacji Ludwika Pobożnego na współ-cesarza, do końca średniowiecza w XVI wieku kaplica pełniła funkcję kościoła koronacyjnego (32 koronacje).

### Tron cesarski[14]
Tron Akwizgrański, nazywany też tronem Karola Wielkiego lub tronem Karola. Został sporządzony w 790 roku na zlecenie Karola Wielkiego i miał on wyposażyć kaplicę pałacową – dzisiejszą katedrę w Akwizgranie. Tron od początku istnienia znajduje się w katedrze w Akwizgranie nazywanej też przez społeczeństwo niemieckie – Aachner Münster.
Tron służył do koronacji Ludwika Pobożnego, jako zastępcy cesarza w 813 roku, jak również koronacji Ottona Wielkiego na rzymsko-niemieckiego króla w 936 roku. Koronowano na nim też Ferdynanda I na rzymsko-niemieckiego króla w 1531 roku. Łącznie na tym tronie ukoronowano 30 niemieckich królów. W związku z tym w XI wieku z tronu królewskiego w Akwizgranie przemawiano jako "totius regni archisolium".
Sam Karol Wielki został w 768 roku w Noyon ukoronowany na króla. Potem w 800 roku w Rzymie na cesarza Augusta.
Przez lata uważano, że tron ten należał do Karola Wielkiego. Jednak ostatnie badania dowodzą, że powstał on w czasach późniejszych, najprawdopodobniej z okazji koronacji Ottona I.
Ukształtowanie tronu
Na emporze znajduje się marmurowy, zmontowany z rzymskich spoliów tron cesarski z drewnianym siedzeniem, do którego prowadzi sześć kamiennych stopni ułożonych na wzór schodów świątyni Salomona w Jerozolimie.

### Pala d’Oro
Pala d’Oro – złote antependium ołtarzowe (jeden z trzech zaledwie przykładów złotniczej okładziny, zachowanych z czasów karolińsko-ottońskich, pozostałe to tzw. Antependium z Bazylei i antependium z kościoła Św. Ambrożego w Mediolanie). Dzieło datuje się na 1 ćwierć XI w. Dzieło charakteryzuje się bogatą treścią, która zawarta jest w trybowanych przedstawieniach figuralnych. Dziesięć prostokątnych kwater wypełnia cykl pasyjny (od Wjazdu do Jerozolimy po Trzy Marie u Grobu). Pośrodku we wrzecionowatej mandorli Chrystus w majestacie, któremu asystują po bokach Maria i św. Michał Archanioł. Całość dopełniają cztery medaliony z symbolami Ewangelistów.

### Ambona Henryka II[15](Ambo Heinrichs II)
Ambona została zbudowana w latach 1002–1014 na życzenie Henryka II, co poświadcza inskrypcja na dolnej bordiurze, której treść brzmi następująco: „Dążąc do wiecznej chwały, ofiaruje Tobie, Najświętsza Dziewico, pobożny król Henryk, wraz z kosztownościami, to dzieło świętej ambony, błyszczące złotem i drogimi kamieniami, abyś mu swą modlitwą wyprosiła najwyższą łaskę”.
Ambona należy do najważniejszych dzieł z czasów ottońskich, jest ona wykorzystywana w wyjątkowe święta do użytku liturgicznego.

### Budowa, wyposażenie i układ
Ambona Henryka II. została wykonana specjalnie dla kaplicy pałacu królewskiego, dzisiaj katedry w Akwizgranie. Usytuowana w kaplicy jest wykonana z drewna dębowego i w całości jest pokryta złotą blachą. Ściana Ambony zabezpieczona jest balustradą i ma zarys koniczyny liściastej, która przez listewki z Filigranów i kamieni szlachetnych jest po dziś dzień utrzymana w oryginale. Podstawę z drewna dębowego - 9 kwadratów ozdobionych brązowym lakierem. Z tego 5 tworzy krzyż z kamieniami szlachetnych Crux gemmata. Tworzy formę greckiego krzyża. Szlachetne wazony zdobią te pola; 3 są oryginalne, 2 wykonane później. Oryginalne części to: filiżanka i spodek z kryształu górskiego i owalna antyczna miska Agatowa, która prawdopodobnie jest z III lub IV wieku po Chrystusie. Nikt nie wie, w jaki sposób weszła w posiadanie Henryka II. Źródła mówią, że jest to prezent od wschodnich delegacji rzymskich. Udowodniono, że chodzi o części pięknej zastawy cesarzowej Teofano, żony Ottona II. Pierwsze 2 obiekty przedstawiają orientalne prace późniejszego X i XI wieku. Takie prace z kryształu górskiego cieszyły się zainteresowaniem na północy Alp. Zielona prążkowa i wykonana z Agatu miska tworzyła późniejszą sztukę. Szachy wykonane z Agatu i  chalcedonu oprawiały później naczynia do picia. Pozostałe 4 narożne kwadraty są napędzane płaskorzeźbami z miedzi i przedstawiają piszących Ewangelistów. Tablica Matthew (u góry z lewej) jest po dziś dzień oryginalna; 3 inne płaskorzeźby były wzorowane na modelach gipsowych 1870. Ściany parapetu, jak i obie strony kolumn są ozdobione przez liczne cechowania z brązu.
Te jedyne w swoim rodzaju dzieła ozdobne rozprzestrzeniają się na boczne segmenty Ambony. Są to 6 wypukłych zaokrąglonych zębów słonia wykorzystywanych do paneli z kości słoniowej. Aleksandryjskie lub egipskie dzieła VI wieku po Chrystusie. Dwa górne pola obu przednich ścian flankującego wybrzuszenia pokazują zwycięzców walki. Co 2 geniuszowi wkładają koronę na głowę, kiedy wojownicy z prawej strony gotowi do walki stoją. Wojownik siedzący na koniu wpycha w pancernego smoka lance. Inna tablica pokazuje pędzące Nereidy na zwierzętach morskich. Córka greckiego Boga morza Nereus i jego żony Doris pokazana jest jako towarzyszka Posejdona. Na 4 płytce można zobaczyć ukoronowaną boginię, która w prawej ręce trzyma statek, a w lewej dłoni róg obfitości, który wpada do małej świątyni, z której wygląda dziecko. Kopułę świątyni zdobią anioły grające na instrumentach. Bogini może być uosobieniem miasta Aleksandria lub Tyche. Córka Zeusa i bogini dobrego  i złego przypadku działa; steruję statkiem życia. Korona i dziecko zapoczątkowali boginię Izydę. Egipską boginię miłości i morza.

### Świecznik Barbarossy[16]
Wnętrze kaplicy zdobi świecznik kolisty z XII wieku (tzw. świecznik Barbarossy), podarowany przez cesarza Fryderyka I Barbarossę i jego żonę Beatrycze. Jego 48 świec zapalanych jest wyłącznie z okazji wielkich świąt kościelnych. Kształt świecznika nie jest przypadkowy, bo nawiązuje do 12 bram Jerozolimy, jak i do 12 apostołów. Idea religijna przekuta w rzecz materialną.

### Ukształtowanie świecznika Barbarossy (Barbarossaleuchter)
Świecznik Barbarossy znajduje się pod kopułą dachu kaplicy pałacowej Karola Wielkiego, dzisiaj Katedry w Akwizgranie. Wykonany jest z pozłacanej miedzi, ma średnicę 4,20 metrów. Przymocowany na ok. 27 metrowym łańcuchu na środku pod dachem kaplicy pałacu, z okresu Karolingów. Jest to oryginalny łańcuch z czasów Karolingów. Świecznik wiszący około 4 metry nad podłogą marmurową składa się z 8 segmentów okręgu i jest tym samym dostosowany do ośmiokątnej formy kaplicy pałacu. Obręcz świecznika symbolizuje mur miejski z niebiańskiego Jeruzalem. Ten stylizowany mur miejski zawiera 8 dużych i 8 małych latarni, które są systematycznie rozmieszczone i symbolizują bramy miasta. W tych 16 wieżach były zamontowane srebrne figury, które przedstawiały; świętych, anioły i strażników. Zostały niestety stracone. Przetrwały dolne płyty z wież, na których są od dołu widoczne sceny z życia Jezusa. Zwłaszcza 8 pochwał z kazania na Górze, jak i mistrzowsko wykonane grawerunki.
Świecznik Barbarossy jest w Niemczech jednym z zaledwie 4 pozostałych romańskich świeczników.

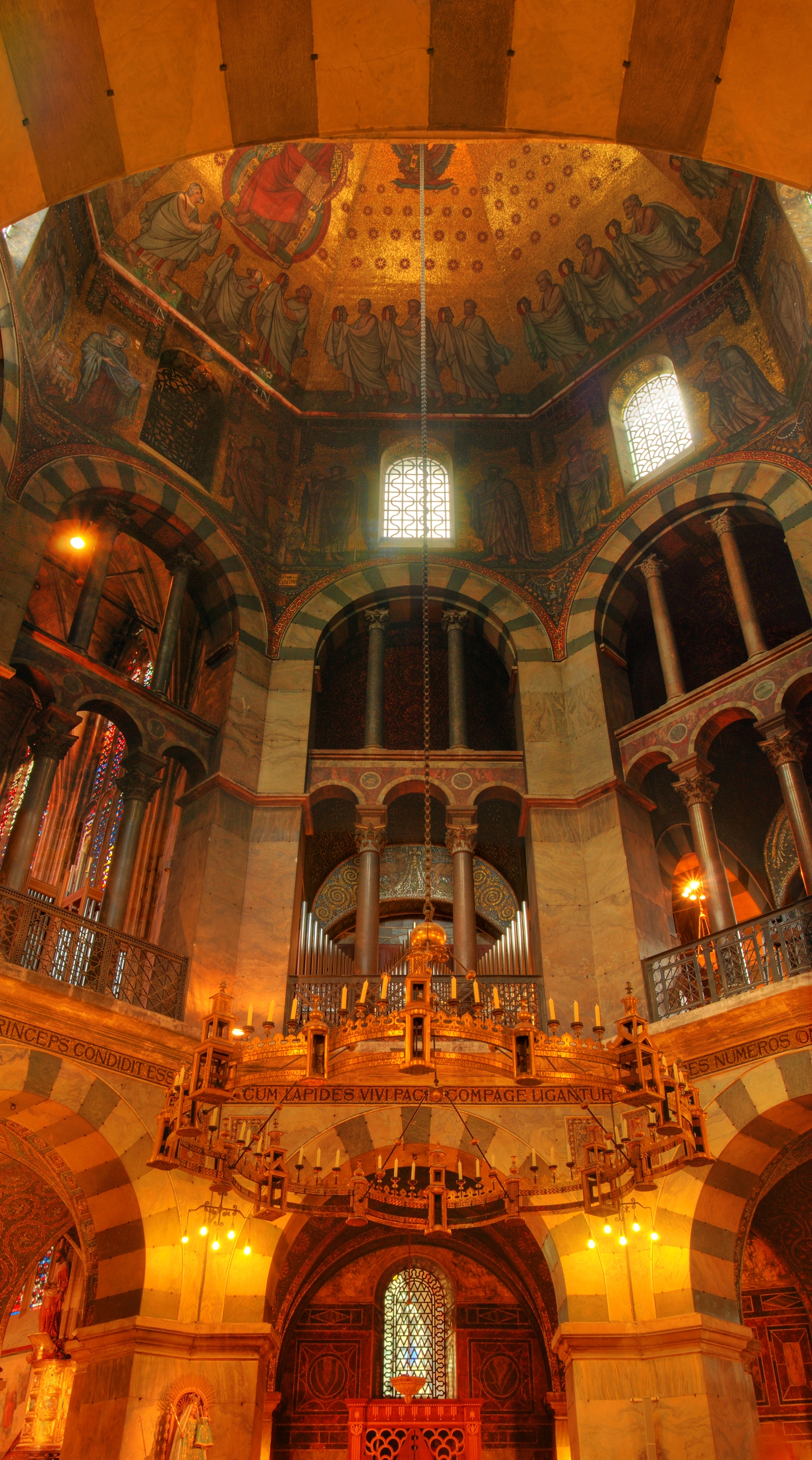
Wnętrze kaplicy pałacowej
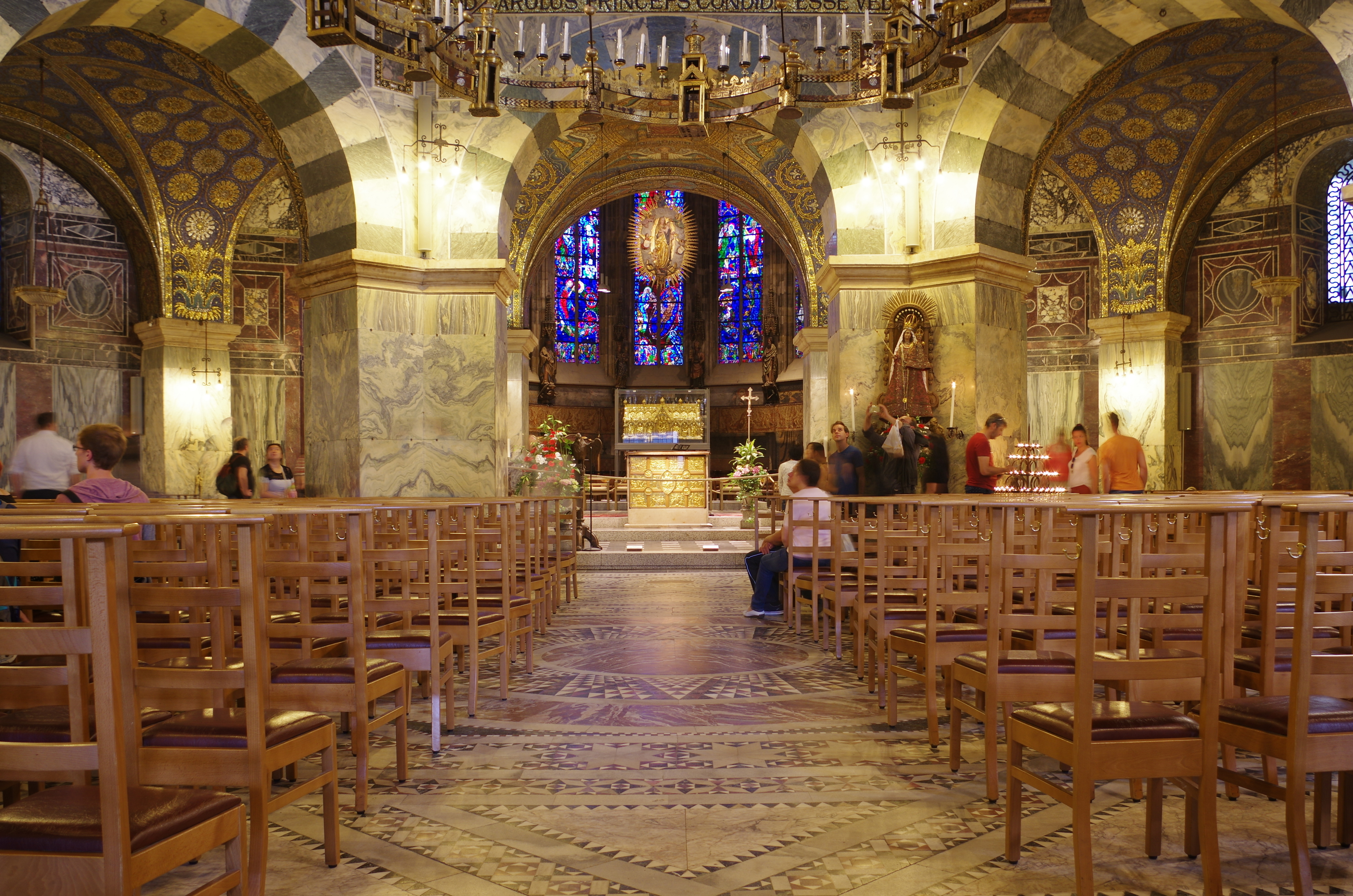
Widok kaplicy pałacowej w kierunku wschodnim
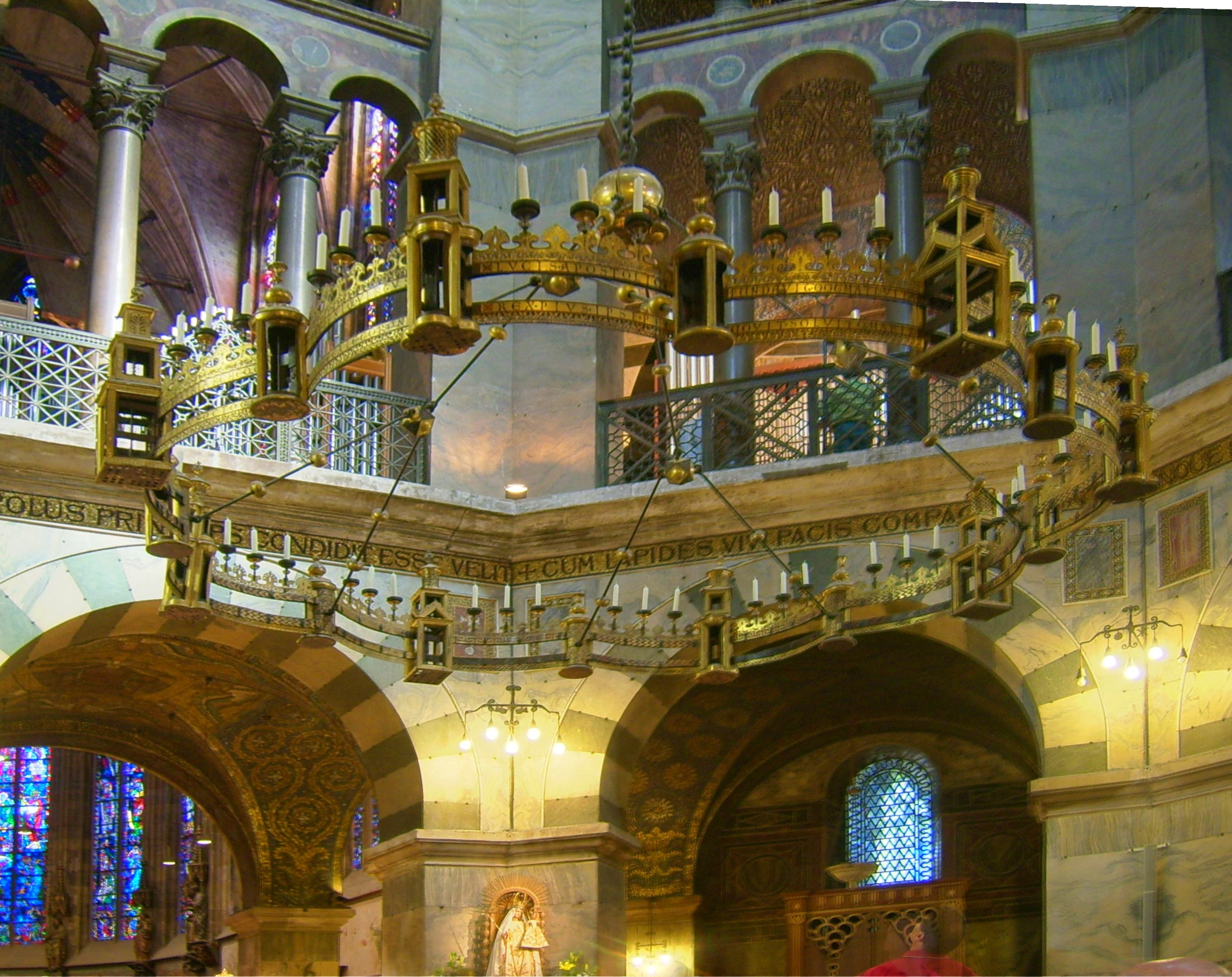
Wiszący świecznik Barbarossy
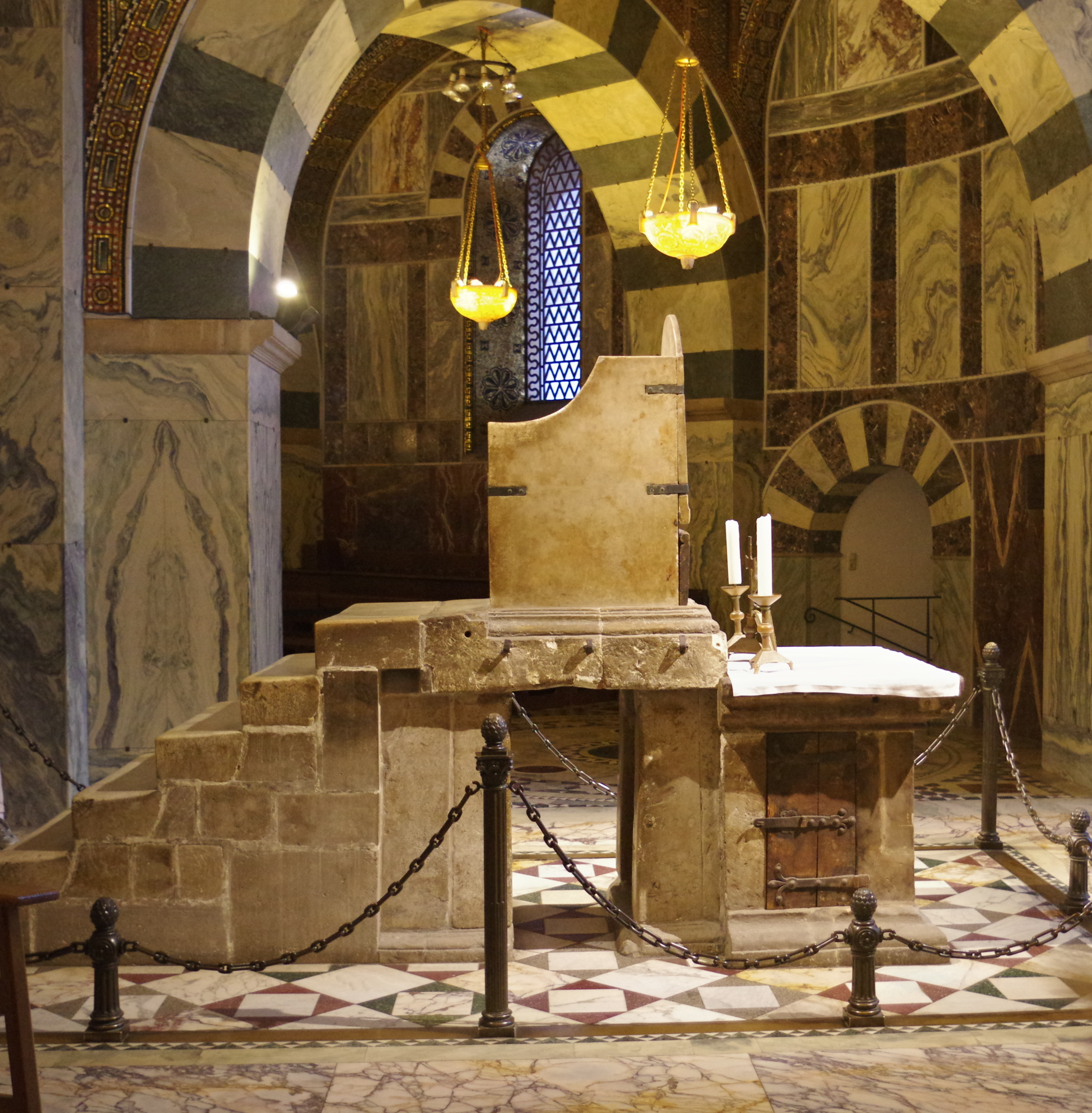
Tron królewski z czasów ottońskich

## Capella Vitrea– gotyckie prezbiterium
Od wschodu kaplica sąsiaduje z dwuprzęsłowym, poligonalnie zamkniętym z obu stron prezbiterium (25m długości, 13m szerokości i 32m wysokości), które de facto jest swego rodzaju odrębną częścią świątyni, nawiązującą do średniowiecznych kaplic zamkowych, z paryską Sainte-Chapelle na czele. Odwołanie się do paryskiego pierwowzoru było celowe, zaznajomiony z francuską sztuką dworską cesarz Karol IV Luksemburski polecił wzniesienie kaplicy dla relikwii Chrystusa, Marii, Jana Chrzciciela oraz Karola Wielkiego, upamiętniając dawną stolice monarchii karolińskiej, a także ważne, konkurujące z pobliską Kolonią centrum pielgrzymkowe, podkreślił też polityczną i kulturalną potęgę Rzeszy. Tradycję karolińska i francuską obrazują umieszczone w prezbiterium katedralnym naturalnej wielkości figury apostołów przy służkach, z I poł. XV w. Pod względem ideowym cykl figur nawiązuje do Apostoleionu w Konstantynopolu, gdzie były przedstawione wizerunki uczniów Chrystusa i cesarza Konstantyna Wielkiego. Oprócz rzeźb apostołów, we wschodniej części cyklu znajdują się figury Madonny z Dzieciątkiem i Karola Wielkiego. Okna, których całkowita powierzchnia liczy 1000 m² zdobią współczesne witraże. Pierwotne witraże nie zachowały się, XIX-wieczne zostały zniszczone podczas ostatniej wojny. Zworniki z 1414 r. przedstawiające Matkę Boską, Chrystusa Zmartwychwstałego, Karola Wielkiego nawiązują do kultowej funkcji chóru.

### Relikwiarz Karola Wielkiego[17]
Szczątki Karola Wielkiego spoczywają w relikwiarzu w sali chóralnej katedry w Akwizgranie. Relikwiarz wykonany w 1215 roku przez złotników akwizgrańskich na zlecenie cesarza Fryderyka II. Jego datowanie jest dyskusyjne – złożenie relikwii cesarza miało miejsce w 1215 r., za czasów Fryderyka II, jednakże na podstawie badań dendrochronologicznych rdzenia relikwiarza istnieją przypuszczenia że inicjatorem powstania dzieła był jeszcze cesarz Fryderyk I Barbarossa (ok. 1182 r.).

### Budowa relikwiarza Karola Wielkiego (Karlsschrein)
Relikwiarz, który wywodzi się z XII wieku. Dzieło to reprezentuje grupę nadreńskich relikwiarzy skrzyniowych. Relikwiarz ma formę jednonawowego kościoła bez nawy bocznej. Skrzynia dębowa, która ma ponad 2 metry długości jest pokryta pozłacanym srebrem, pozłacaną miedzią, filigranem, kamieniami szlachetnymi, Emaliami i brązującymi płytkami lakierowanymi Pokost. Podwójny profil podstawy jest udekorowany płytkami Emaliu, grawerunkami i filigranowymi i srebrnymi tłoczeniami z motywami kwiatów. Przedni szczyt strony pokazuje panującego Karola Wielkiego. Po jego prawej stronie stoi papież Leon III., po lewej arcybiskup Turpin z Reims, któremu przypisywane jest autorstwo legendy Karola Wielkiego. Nad Karolem Wielkim znajduje się medalion półpostaci Chrystusa. Na tylnej stronie królują Madonna z Chrystusem. Pomiędzy Archaniołem Michałem i Gabrielem. Nad nimi przedstawiają 3 półfigury Personifikację wiary, nadziei i miłości.
Powierzchnie dachowe pokazują każdą z 4 płaskorzeźb ze scenami z legendy Karola Wielkiego. Legendarnej historii cesarza, który przez boskie powołanie znalazł swoją drogę życiową. Źródło literackie do tych relief tworzy tzw. Pseudo-Turpin, rękopis z XII wieku. Współczesną kopię można znaleźć w archiwum katedry w Akwizgranie. Oryginał znajduje się w trzeciej księdze w Calixtinus Codex w Santiaga de Compostela. Wyrobione grzebienie z pozłacanej miedzi i 5 nodi zdobią Kalenicę i szczyt budynku.
Na ścianach bocznych przedstawione są postacie 16 królów i cesarzy Rzeszy. Na każdej ścianie zostało uwiecznionych 8 cesarzy. Po prawej stronie od Karola Wielkiego można zobaczyć od lewej do prawej: Henryka II., Ottona III., Ottona I., Ottona II., Karola Grubego, bezimienny władca, Henryka VI i Fryderyka II. Po drugiej stronie bocznej można zobaczyć Henryka V., Henryka IV., Ottona IV., Henryka I., Lothara I i Ludwika Pobożnego.

### Relikwiarz Najświętszej Marii Panny[18]
W zachodniej części prezbiterium monumentalny relikwiarz NMP wykonany około 1215-20 dla umieszczonych w 1239 roku najwyższej rangi czterech relikwii (Wielkie Relikwie Akwizgrańskie) które uczyniły Akwizgran jednym z największych ośrodków pielgrzymkowych w zachodniej Europie. Są to:
- suknia Najświętszej Marii Panny;
- pieluszki Dzieciątka Jezus;
- perizonium, którym owinięto biodra ukrzyżowanego Jezusa;
- chusta którą owinięto ściętą głowę Jana Chrzciciela.

### Kształt i konstrukcja relikwiarza NMP (Marienschrein)
Relikwiarz posiada formę jednonawowej bazyliki z krótkim transeptem. Na środku ściany frontowej można zobaczyć siedząca na tronie Najświętszą Marię Pannę z dzieciątkiem Jezus. Na przeciwległej stronie wizerunek Karola Wielkiego, po prawej stronie wizerunek Chrystusa siedzącego na tronie, po lewej stronie natomiast papież Leona III. Na ścianach bocznych znajdują się figury (złocone najstarszą techniką) 12 Apostołów, którzy są „przedstawieni” pod ostrymi łukami. Ich nazwiska zapisane są nad nimi techniką zdobniczą emalia. Powierzchnie dachowe pokazują złote reliefy przedstawiające sceny z życia Jezusa, począwszy od zwiastowania aniołów do Marii i kończąc na złożeniu Jezusa do grobu.
Biżuteria ozdobna tworzy liczne emaliowe i filigranowe płytki, także złocone tłoczone paski, ponad 1000 kamieni szlachetnych, w tym też kawałki kamieni były przy tworzeniu dzieła w nie wrabiane Gliptyka. Płaszczyzny dachu są ozdobione liśćmi koniczyny.
Relikwiarz jest przypisywany do okresu przejściowego ze stylu romańskiego do gotyku. Należy obok relikwiarza Karola Wielkiego do najważniejszych dzieł sztuki XIII wieku.
Z kultem relikwii, który przeżywał swoje apogeum w średniowieczu wiąże się stara tradycja ich prezentacji co siedem lat, która trwa do dziś.

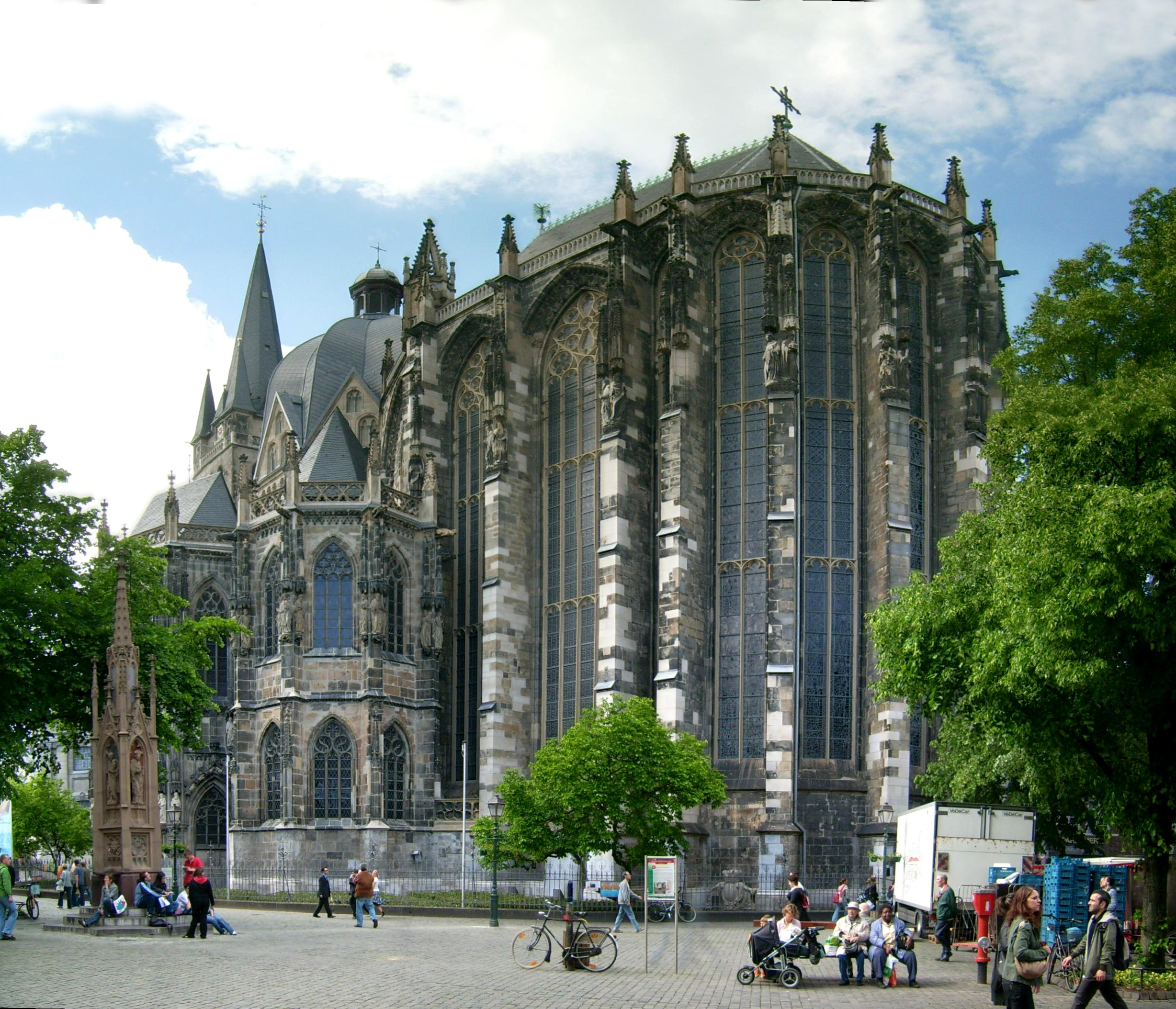
Widok Capella Vitrea od strony wschodniej
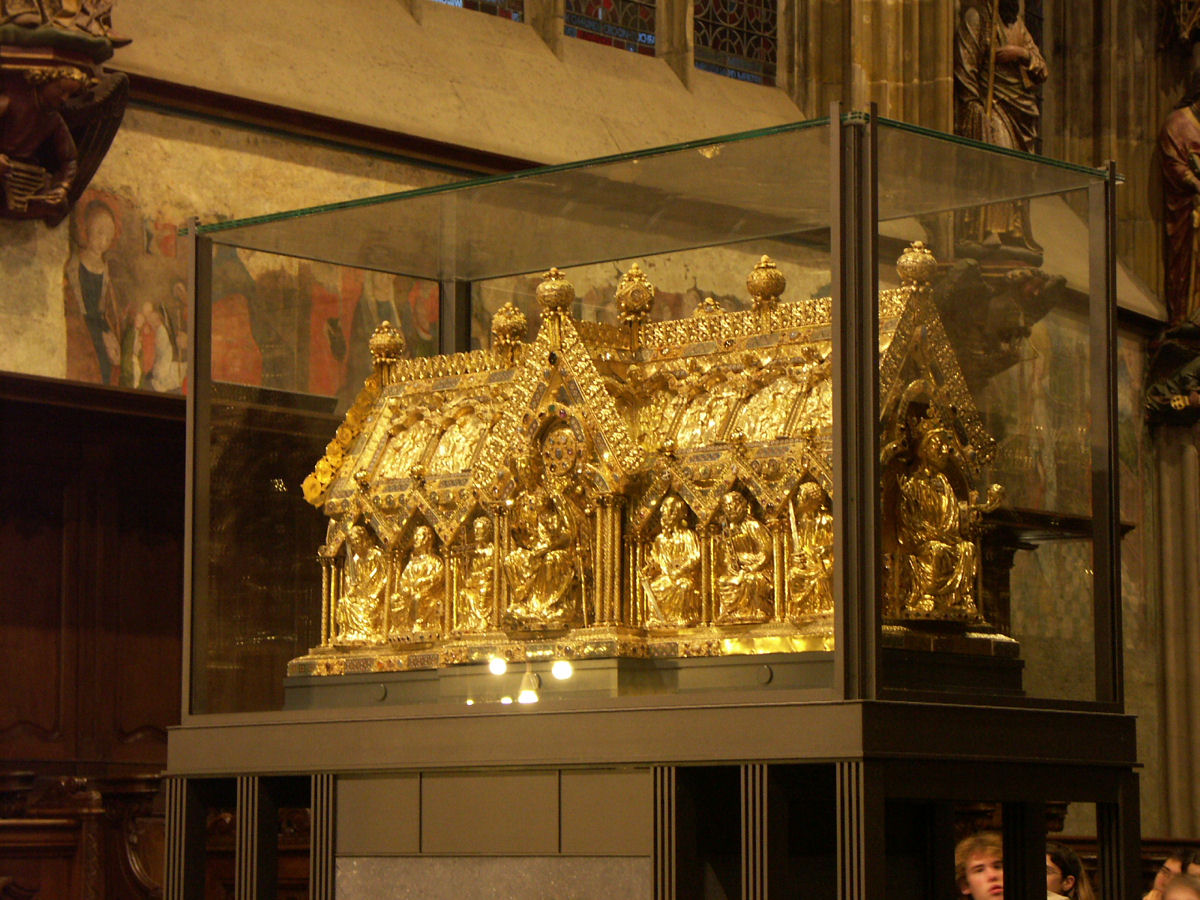
Relikwiarz NMP
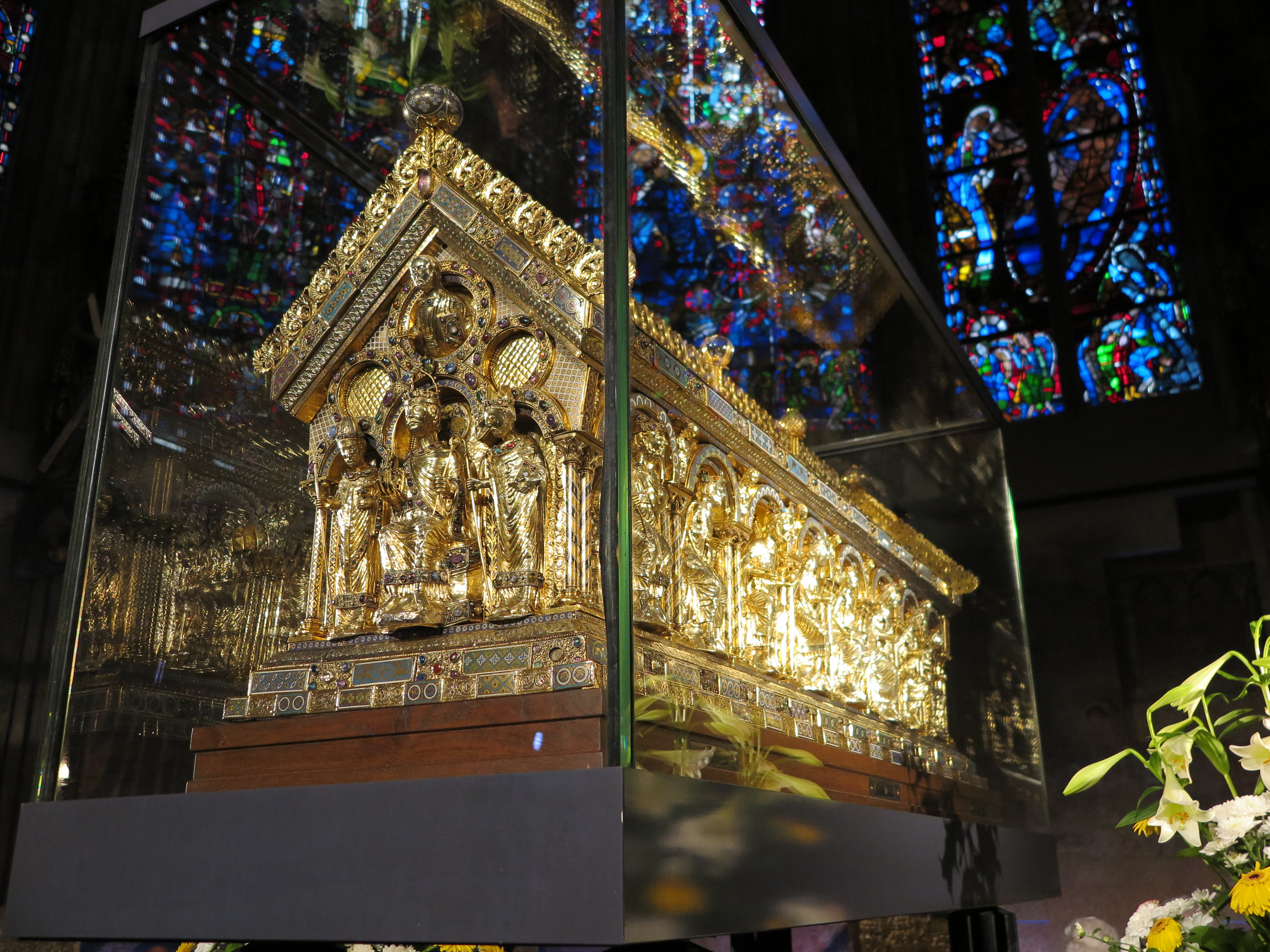
Relikwiarz Karola Wielkiego

Francuskojęzyczni sąsiedzi Niemiec, będąc pod wrażeniem monumentalnej kaplicy pałacowej Karola Wielkiego, nadali miastu nazwę Aix-la-Chapelle.